# Гончарова, Евгения Александровна
Евге́ния Алекса́ндровна Гончаро́ва (род. 3 августа 1941) — советский и российский лингвист-германист, доктор филологических наук, профессор.

## Биография
Окончила ЛГПИ им. А.И. Герцена, факультет иностранных языков, специальность «учитель немецкого и английского языков» (1963 г.).
Аспирантура ЛГПИ имени А. И. Герцена по специальности 10.02.04 — германские языки. Под научным руководством профессора Т. И. Сильман защитила кандидатскую диссертацию по теме: «Несобственно-прямая речь в современной немецкой художественной прозе» (1969 г.).
С 1966 года работает в РГПУ им. А. И. Герцена. В 1984—2009 годах возглавляла кафедру немецкого языка. В 1989 году защитила докторскую диссертацию «Категории автор — персонажи способы их выражения в структуре художественного текста».
С 2009 года — профессор кафедры немецкой филологии.

## Научная деятельность
Автор более 150 научных и научно-методических работ на русском и немецком языках по общей стилистике, лингвистике и стилистике текста, интерпретации текста. Член Российского союза германистов.
Под научным руководством ученого защищены более 30 кандидатских и докторских диссертаций.

## Основные научные труды
- Дискурсивные параметры стиля // Немецкая филология в СПбГУ. — Вып. VII. — Дискурсивные аспекты языковых феноменов.— СПб.: Изд-во СПбГУ, 2018. — С. 35-51.
- Когнитивный аспект стиля текста // Когнитивные исследования языка. — 2018. — № 34. — С. 489—492.
- Стилистическая коннотация и грамматика // Грамматика в научно-исследовательском контексте современной лингвистики. — Материалы научных чтений памяти проф. Л. В. Шишковой: сб. статей / отв. ред. проф. Л. Б. Копчук. — СПб.: Свое издательство, 2017. — С. 51-62.
- Стиль как выражение релятивных и коррелятивных отношений в тексте // Вопросы филологии. — № 1(53). — М.: Изд-во ИИЯ, ИЯ РАН, РАЛН, 2016. ISSN 15621391 — С. 19-24.
- Der fiktionale Brief in Chr. Nöstlingers «Werter Nachwuchs»: Stil als Beziehungsgestaltung im Generationendialog // Pohl I., Schellenberg W. (Hrsg.) Linguistische Untersuchungen jugendliterarischer Texte im Rahmen einer «relationalen Stilistik». Peter Lang: Frankfurt am Main, 2015. — S. 257—284.
- Опыт дискурсивного анализа текста «анекдот» (на материале его использования как формы коммуникативного взаимодействия в ГДР и СССР) (в соавторстве с К.Кесслер) // Studia Linguistica XXII: Язык. Текст. Дискурс. — СПб.: Политехника-сервис, 2013. — С. 269—280.
- Текст — дискурс — стиль как когнитивное, коммуникативно-прагматическое и интерпретационное триединство ()// Коллективная монография «Текст — дискурс — стиль в современной этнокультуре Германии» (). — СПб.: изд-во РГПУ им. А. И. Герцена, 2012. — Глава 1, с. 10-33. ISBN 978-5-8064-1658-3
- Ситуация как фактор стиля // Stylistyka. — 2010. — Т. 19. — С. 7-22.
- Дискурсивные параметры интерпретации литературного текста // Русская германистика. Ежегодник Российского союза германистов. — Москва, 2009. — С. 245—254.
- Grundprinzipien der Interpretation literatischer Texte in der Diskursperspective // Материалы совместного научно-исследовательского проекта по германистике РГПУ им. А. И. Герцена и Берлинского университета им. Гумбольдта / Arbeitspapiere GIP Herzen-Humboldt СПб., изд-во СПбГПУ, 2009. — С.148-159.
- Ещё раз о стиле как научном объекте современного языкознания // Текст — Дискурс — Стиль. Коммуникации в экономике сборник научных статей. ответственный редактор В. Е, Чернявская; СПбГУЭиФ. — Санкт-Петербург, 2003. — С. 9-23.

## Награды
- Почётный работник высшего профессионального образования Российской Федерации
- Почетный профессор РГПУ имени А. И. Герцена;
- Медаль «Знак почета» РГПУ имени А. И. Герцена.